# 전자법정
전자법정은 전자 디지털 장비를 도입하여 재판을 진행하는 법정을 말한다. 보통 구술변론시 녹화물 재생이나 변호사의 프레젠테이션에 이용되며 특허소송, 의료소송등 전문분야에 많이 사용되고 있다. 재판진행사항을 디지털화 저장이 가능해 접근성이 높다.

## 참고 문헌
1. ↑  법률신문 전국법원 ‘전자법정’ 시대로[깨진 링크(과거 내용 찾기)]